# Компрессионная одежда
Компрессионной называют упругую одежду (например, носки, колготки, рукава, чулки и т. д.), которая за счёт плотного облегания обеспечивает сжатие отдельных частей тела и их поддержку. Это помогает в первую очередь людям, вынужденным стоять в течение длительного времени, или тем, у кого наблюдаются нарушения кровообращения. Такой вид одежды может быть различной степени компрессии. Высшие степени требуют врачебной консультации. Использование компрессионной одежды на ногах может помочь предотвратить тромбоз глубоких вен и уменьшить отёк, особенно во время путешествий.
Компрессионную спортивную одежду нередко носят спортсмены во время тренировок, чтобы предотвратить трение и сыпь, а также уменьшить жёсткость (т.н. "забивание") мышц (за счёт динамического оттока крови) и ускорить восстановление после окончания упражнений.

## Исследование
Путём тестирования повторного спринта и броска игрока в крикет была обнаружена значительная разница (p > 0,05), достигаемая при более высокой средней температуре кожи, низкой оценке креатинкиназы после 24-часовой нагрузки и более низкой характеристики 24-часовой посленагрузочной боли в мышцах при ношении компрессионной одежды.
Из материалов тестирования известно, что компрессионное белье увеличивало объем сгибания и разгибания, которые могли бы помочь снизить травмы подколенного сухожилия. Оно также уменьшило воздействие на 27 % по сравнению с штанами для американского футбола.

## Преимущества
Преимуществами ношения компрессионной одежды являются:
- Помогает снять боль от мышечной скованности.
- Сокращение времени, необходимого для восстановления мышц.[3]
- Когда используется нужное количество компрессии (варьируется в зависимости от области тела, обычно в диапазоне от 10 до 25 мм рт. ст.), улучшается венозный отток и поступление кислорода к работающим мышцам.

## Компрессионные чулки
Компрессионные чулки - это специализированные чулочно-носочные изделия, предназначенные для профилактики или предотвращения развития прогрессивных трофических расстройств, таких как отек, флебит и тромбоз.
Компрессионные чулки оказывают сжимающий эффект на конечность, тем самым уменьшая диаметр растянутых вен, это приводит к увеличению скорости венозного кровотока и эффективности клапанов вен. Наибольший сдавливающий эффект чулки оказывают на щиколотки и постепенно становятся менее сдавливающие в сторону коленей и бедер. Во всех классах компрессия распределяется от 100 % на лодыжке к 40 % на бедре. Путём сжатия поверхностных вен, артерий и мышц осуществляется циркуляция крови через узкие кровеносные русла путём «продавливания». В результате артериальное давление повышается, что вызывает больший прилив крови к сердцу и уменьшает количество «застойной» крови в ногах. Таким образом, компрессионная терапия помогает уменьшить венозное давление, предотвращает венозный застой и нарушение венозных стенок, а также снижает тяжесть и боль в ногах.
Высокие компрессионные чулки (выше колена) используют не только ради увеличения циркуляции крови, но и в случаях профилактики застоя крови в голени. Оптимальный градиент давления 18 мм рт. ст. на лодыжке, 14 мм рт. ст. на икре, и 10 мм рт. ст. в колене.

## Спортивная одежда
Компрессионная спортивная одежда — одежда спортсменов, сделанная из специализированных эластичных материалов, облегающих тело. Такая одежда поддерживает мышцы, усиливает движения спортсмена, сохраняя и возвращая энергию при растяжении и сокращении мышц во время физической активности.
Комплект компрессионной одежды обеспечивает спортсмену немного большую выносливость, силу, эффективность в расходе энергии. Компрессионная одежда плотно прилегает к телу и позволяет лучше чувствовать каждое движение, а это означает более чёткий контроль ситуации.
Есть много типов компрессионной одежды, которая выполняет аналогичные функции, такие как тайтсы, футболки, носки, рукава и колготки.

### Шорты и тайтсы
Компрессионные шорты и колготки обычно носят спортсмены в качестве нижнего белья . Они имеют облегающую форму, а при ношении, покрывает тело спортсмена до талии или до середины голени, как велосипедные шорты.
Совсем недавно, среди молодых спортсменов-мужчин снизилась популярность бандажей для защиты паха, а у такой одежды, как компрессионные шорты, наблюдается рост популярности, возможно потому, что выполняются аналогичные функции, и выглядит это менее неловко . У многих из них имеется небольшой карман, который может содержать защитную чашку. Можно утверждать, что компрессионные шорты удерживают чашки в правильном положении, плотно прилегают к телу и не двигаются, как в случае бандажа. Некоторые игроки носят компрессионные шорты поверх более традиционной защиты.
Компрессионные шорты также являются популярными среди спортсменок, особенно среди тех, кто носит юбки или килты во время игры. В таких ситуациях, спортсмены надевают компрессионные шорты под юбку, и если она спадает или задирается, то их нижнее белье никто не увидит. Это особенно часто используется в женском лакроссе и хоккее на траве (как в не контактных видах спорта, в которых игроки часто носят юбки). При этом компрессионные шорты в разговорной речи определены как лайкра шорты. Женщины также надевают компрессионные шорты для игры в теннис, где, совсем недавно появились шорты, изготовленные с карманом для мяча. Существуют женские компрессионные шорты для использования до, во время и после беременности. Компрессионные шорты поддерживают верхние и нижние мышцы живота, порезы от кесарева сечения и паховые швы.